# Torii Shinjirō

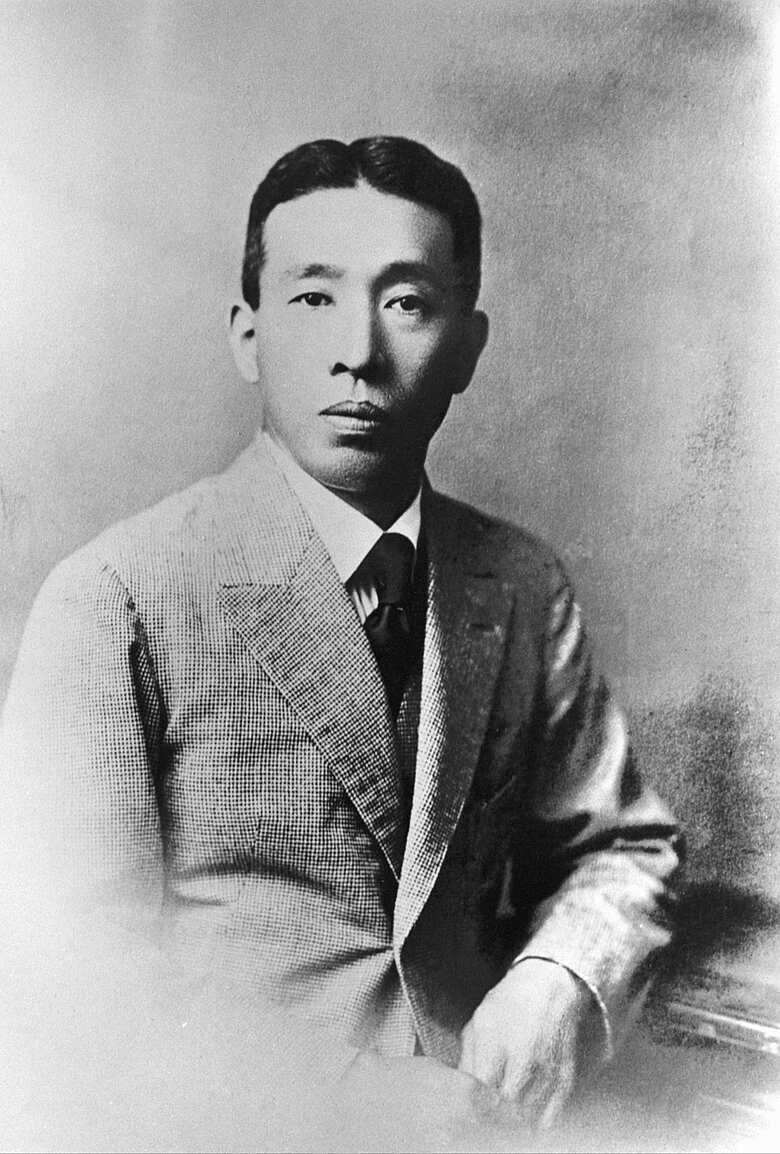
Torii Shinjirō

Torii Shinjirō (japanisch 鳥井 信治郎; geboren 30. Januar 1879 im Großbezirk Nr. 1 (daiichi daiku, heute zur Stadt Osaka) der Stadtpräfektur Osaka; gestorben 20. Februar 1962) war ein japanischer Unternehmer, bekannt als Gründer des Unternehmens Suntory, die mittlerweile zum drittgrößten Spirituosenhersteller der Welt aufgestiegen ist.

## Leben und Wirken
Torii Shinjirō, als zweiter Sohn von Torii Chubei, einem Geldwechsler und Reishändler, geboren, besuchte in Osaka die Handelsschule „Ōsaka shōgyō gakkō“ (大阪商業学校) und arbeitete dann bei dem Pharmagroßhändler „Konishi Gisuke shōten“ (小西儀助商店) wo er die Herstellung von Whisky-Imitaten, den sogenannten Hermes-Whiskys erlernte, bis er 1899 seine eigene Firma „Torii Shoten“ (鳥井商店) eröffnete. 1906 nannte er die Firma um in „Kotobuki-ya yōshu-ten“ (寿屋洋酒店), etwa „Glücksgeschäft für westliche alkoholische Getränke“.
Auf der Grundlage des Erfolges, den er ab 1907 mit der Herstellung des „Acadama-Portweins“ (赤玉ポートワイン) erzielte, wandte er sich der heimischen Produktion von Whiskey zu. Er stellte 1921 dafür Taketsuru Masataka (竹鶴政孝 Taketsuru Masataka; 1894–1979) ein, der die Whiskey-Herstellung in England erlernt hatte. Torii stellte Taketsuru zu dem extrem hohen Jahresgehalt von 4000 Yen ein. Dies sollte angeblich höher gewesen sein, als das Gehalt des damals amtierenden japanischen Premierministers. Ab 1923 baute er eine Produktionsstätte in den Bergen zwischen Kyōto und Osaka, in Yamazaki, um bestes Wasser für die Herstellung zu haben. 1926 brachte Torii mit SMOKA eine Zahnpasta für Raucher auf den Markt.
Ab 1929 begann Torii dann unter dem Markennamen „Suntory Shirofuda“ (サントリー白札) Whiskey zu produzieren. 1934 verließ Taketsuru das Unternehmen und baute mit Nikka Whisky Destilling den stärksten Konkurrenten zu Suntory auf. 1937 brachte Torii den „Suntory Whiskey 12 Jahre“ (サントリーウイスキー12年) heraus, der heute als „Suntory kakubin“ als ein Spitzenprodukt im Bereich Blended Whiskys auf dem Markt ist.
Nach dem Zweiten Weltkrieg brachte Torii einerseits mit „Suntory Royal“ eine weitere Spitzenmarke heraus, produzierte daneben aber auch eine als „Torys“ benannte preiswerte Variante. So baute er seine Stellung als führendes Unternehmen der Whiskey-Herstellung in Japan weiter aus. Durch Zukäufe von Marken wie Lucozade, Ribena; Orangina, Schweppes, Courvoisier, Bowmore, Laphroaig, Jim Beam, Maker’s Mark, Canadian Club sowie die Franchise-Rechte für den japanischen Markt für Pepsi und Subway wurde Suntory zum drittgrößten Spirituosenhersteller der Welt.